# 第七号型掃海艇 (3代)
| 第七号掃海艇 | 第七号掃海艇                                                 |
| ------------ | ------------------------------------------------------------ |
| 第7号掃海艇  |                                                              |
| 艦級概観     |                                                              |
| 艦種         | 掃海艇                                                       |
| 艦名         |                                                              |
| 前級         | 第十三号型                                                   |
| 次級         | 第十九号型                                                   |
| 性能諸元     |                                                              |
| 排水量       | 基準：630t 公試：738t                                        |
| 全長         | 72.5m                                                        |
| 水線長       | 71.3m                                                        |
| 全幅         | 7.85m                                                        |
| 吃水         | 2.60m                                                        |
| 主缶         | ロ号艦本式罐・石炭重油混焼 2基                               |
| 機関         | 艦本式オールギヤードタービン 2基 2軸推進 3,850㏋             |
| 燃料         | 石炭 118t 重油 48t                                           |
| 速力         | 20kt                                                         |
| 航続距離     | 14ktで2,000海里                                              |
| 乗員         | 103名                                                        |
| 兵装         | 45口径三年式12cm単装砲 3基 25mm連装機銃 1基 爆雷 36個 掃海具 |
| 同型艦       | 6隻                                                          |

第七号型掃海艇（だいななごうがたそうかいてい）は、大日本帝国海軍が運用した掃海艇の艇級の一つ。神風型駆逐艦改造の初代、海風型駆逐艦改造の2代に次いで、艇型名として3代目となる。初代および2代の第七号型掃海艇については潮型掃海艇を参照のこと。

## 概要
1937年（昭和12年）の③計画により建造された。艇名は前級「第十三号型」の各艇よりも前の番号名が命名されたが、これは旧式駆逐艦改造の第七号から第十二号掃海艇が除籍されたことによる襲用。
艦隊用掃海艇として艦隊の進路や上陸・攻撃地点の航路掃海、哨戒任務時の敵との交戦を想定していたため強力な備砲を備えていた。太平洋戦争中は掃海任務のほか、船団護衛にも従事した。

## 各艦
- 第七号掃海艇 (3代)
  - 1938年12月25日 三井造船で竣工
  - 1944年4月15日 アンダマン沖でイギリス潜水艦「ストーム」の雷撃により撃沈された。
- 第八号掃海艇 (3代)
  - 1939年2月15日 浦賀船渠で竣工
  - 1945年8月15日 終戦時スラバヤで残存、イギリス軍に接収される。
  - 1946年7月10日 シンガポールケッペル湾外で海没処分。
- 第九号掃海艇 (3代)
  - 1939年2月15日 舞鶴工廠で竣工
  - 1942年2月2日 モルッカ諸島アンボンで掃海中に触雷して沈没。
- 第十号掃海艇 (3代)
  - 1939年2月15日 石川島造船で竣工
  - 1941年12月10日 フィリピンビカン湾でアメリカ軍機の銃撃により搭載爆雷が誘爆して沈没。
- 第十一号掃海艇 (2代)
  - 1939年7月15日 浦賀船渠で竣工
  - 1945年3月28日 セレベス島マカッサル沖にてイギリス軍機の空襲により撃沈された。
- 第十二号掃海艇 (2代)
  - 1939年8月15日 石川島造船で竣工
  - 1945年4月6日 フローレス島西方のジャワ海でアメリカ潜水艦「ベスゴ」の雷撃により撃沈された。